# Bobby Stuart
Pour les articles homonymes, voir Stuart.
Bobby Stuart est un footballeur anglais né le 9 octobre 1913 à Middlesbrough, Angleterre. Évoluant au poste d'arrière gauche, il est principalement connu pour ses saisons à Middlesbrough et Plymouth Argyle.
Il est célèbre pour détenir le record du plus grand nombre de buts marqués contre son camp en une saison, avec 5 c.s.c. lors de la saison 1934-1935.

## Biographie

### Carrière de joueur
Natif de Middlesbrough, il est formé dans les équipes de jeunes du club local à partir de l'âge de 15 ans. Deux ans plus tard, il y signe son premier contrat professionnel et joue son premier match avec l'équipe première contre Arsenal à l'âge de 19 ans.
Il reste fidèle à Middlesbrought jusqu'en 1947 (soit plus de 250 matches de championnat), où, après une carrière interrompue par la Seconde Guerre mondiale pendant laquelle il rejoint la Royal Air Force, il signe pour Plymouth Argyle après avoir rejoué pour Boro de 1945 à 1947. 
Il finit sa carrière avec le club non league de Whitby Town (en).
Alors qu'il était connu pour être l'un des défenseurs les plus rapides de la Football League, sa petite fille, Louise Collins, a hérité de sa vitesse, au point de représenter la Grande Bretagne aux JO de 1988 à Séoul sur 200 mètres.